# Arnoul de Chiny
Pour les articles homonymes, voir Arnoul.
Arnoul de Chiny a été évêque de Verdun de 1171 à 1181.

## Biographie
Il est fils d'Albert Ier, comte de Chiny, et d'Agnès de Bar.
Il est évêque de Verdun de 1171 ou 1172 à sa mort en 1181. Il succède à Richard III de Crissey. Il n'a probablement été sacré évêque qu'à l'été 1178, si l'on en croit une charte du fonds de l'abbaye de Lisle-en-Barrois de la deuxième moitié de l'année 1178.
Il est tué à Sainte-Menehould en 1181, frappé d'un trait d'arbalète en pleine tête, au cours du siège du château de Sainte-Menehould, terme d'une expédition qu'il menait, avec l'aide de l'évêque de Châlons et du duc de Lorraine, contre Albert Pichot, bâtard de Champagne et maître de ce château, qui ravageait les terres de l'évêché.
Son corps est ramené à Verdun et il est inhumé dans la cathédrale,.